# Кристоф Мецелдер
Кристоф Тобиас Мецелдер (на немски: Christoph Tobias Metzelder, прякор Меце) е германски футболист-национал, централен защитник. Роден е на 5 ноември 1980 г. в Халтерн ам Зее, Германия. От 2007 до 2010 г. е играч на Реал Мадрид.